# Нова Радча
Нова́ Ра́дча — село в Україні, у Народицькій селищній громаді Коростенського району Житомирської області. Населення становить 150 осіб.

## Історія
У 1906 році село Христинівської волості Овруцького повіту Волинської губернії. Відстань від повітового міста 45 верст, від волості 20. Дворів 40, мешканців 211.
24 лютого 2022 року село було окуповане російськими військами й звільнено у березні того ж року.

## Населення

### Мова
Розподіл населення за рідною мовою за даними перепису 2001 року:
| Мова       | Кількість | Відсоток |
| ---------- | --------- | -------- |
| українська | 144       | 96.00%   |
| російська  | 5         | 3.33%    |
| угорська   | 1         | 0.67%    |
| Усього     | 150       | 100%     |